# IndustriALL European Trade Union
IndustriALL European Trade Union (auch: industriAll Europe) ist ein Europäischer Gewerkschaftsverband und Mitglied des Europäischen Gewerkschaftsbundes mit Sitz in Brüssel. IndustriALL Europe hat 177 Mitgliedsorganisationen in 38 Ländern mit etwa 7 Millionen Mitgliedern.

## Geschichte
Die Gründung erfolgte am 12. Mai 2012 als Zusammenschluss von
- EFBCE Europäische Föderation der Bergbau-, Chemie- und Energiegewerkschaften (engl. European Mining, Chemical and Energy Federation EMCEF),
- EMB Europäischer Metallgewerkschaftsbund (engl. European Metalworkers Federation EMF) und
- EGV-TBL Europäischer Gewerkschaftsverband Textil, Bekleidung und Leder (engl. European Federation of Textile, Clothing and Leather ETUF-TCL)

gegründet. Die Satzung bzw. politische Entschließung wurde auf dem Gründungskongress am 16. Mai 2012 verabschiedet.
Der 2. Kongress fand vom 7. bis 9. Juni 2016 in Madrid statt.

## Aktuelle Situation
"IndustriAll European Trade Union ist ein Verband aus unabhängigen und demokratischen Gewerkschaften, die Arbeiter/innen und Angestellte der Sektoren Metall, Chemie, Energie, Bergbau, Textil, Bekleidung, Leder und Schuhe sowie der verwandten Industrien und Aktivitäten vertreten." Artikel 3 – "Ziele und Mittel" der Satzung
"IndustriAll European Trade Union stimmt ihre Maßnahmen und Aktivitäten mit  IndustriALL Global Union ab." Artikel 6 – "Ziele und Mittel" der Satzung
Der geografische Organisationsbereich besteht aus acht Regionen:
- Südregion: IT, GR, MT, CY, TR
- Benelux-Region: BE, NL, LU
- Zentralregion: AT, CH, DE
- Südostregion: RO, BG, ME, MK, RS, XE, AL, HR, BA
- Ostregion: CZ, SK, PL, HU, SI
- Britisch-Irische Region: UK, IE
- Nord- und Baltikregion: DK, NO, SE, FI, IS, EE, LV, LT
- Südwestregion: ES, FR, PT, MC

(Artikel 23 der Satzung)
Mitgliedsorganisationen sind
- aus Deutschland: IG BCE und IG Metall
- aus Österreich: Gewerkschaft GPA und PRO-GE,
- aus der Schweiz: TS SYNA, TS VPE und UNIA.

Präsident von IndustriALL European Trade Union ist Michael Vassiliadis, Generalsekretär Luc Triangle.